# Clemens von Pirquet-Medaille
Die Clemens von Pirquet-Medaille ist eine von der Österreichischen Gesellschaft für Allergologie und Immunologie (ÖGAI) im Gedenken an Clemens von Pirquet seit 1988 vergebener Wissenschaftspreis zur Ehrung von verdienten Allergologen. Zur Ehrung von verdienten Immunologen vergibt die Gesellschaft seit 2004 die Karl Landsteiner-Medaille.

## Preisträger der Clemens von Pirquet-Medaille
- 1988: Robert Royston Amos Coombs, Cambridge, Großbritannien
- 1990: Alain de Weck, Bern
- 1994: Alec Sehon, Winnipeg, Kanada
- 2001: Allen P. Kaplan, Charleston, South Carolina, USA
- 2002: Gunnar Johansson, Stockholm, Schweden
- 2002: Sergio Romagnani, Florenz, Italien
- 2003: Dietrich Kraft, Wien
- 2006: Radvan Urbanek, Wien
- 2009: William E. Paul, Bethesda, Maryland, USA
- 2010: Thomas Platts-Mills, Charlottesville, Virginia, USA
- 2012: Reinhart Jarisch, Wien, Österreich
- 2014: Jean Bousquet, Montpellier, Frankreich
- 2015: Gabrielle Pauli, Straßburg, Frankreich